# بوزینگن
بوزینگن (به قزاقی: Bozinggen) یک منطقهٔ مسکونی در قزاقستان است که در شهرستان بالخاش واقع شده‌است.